# Rzeszów

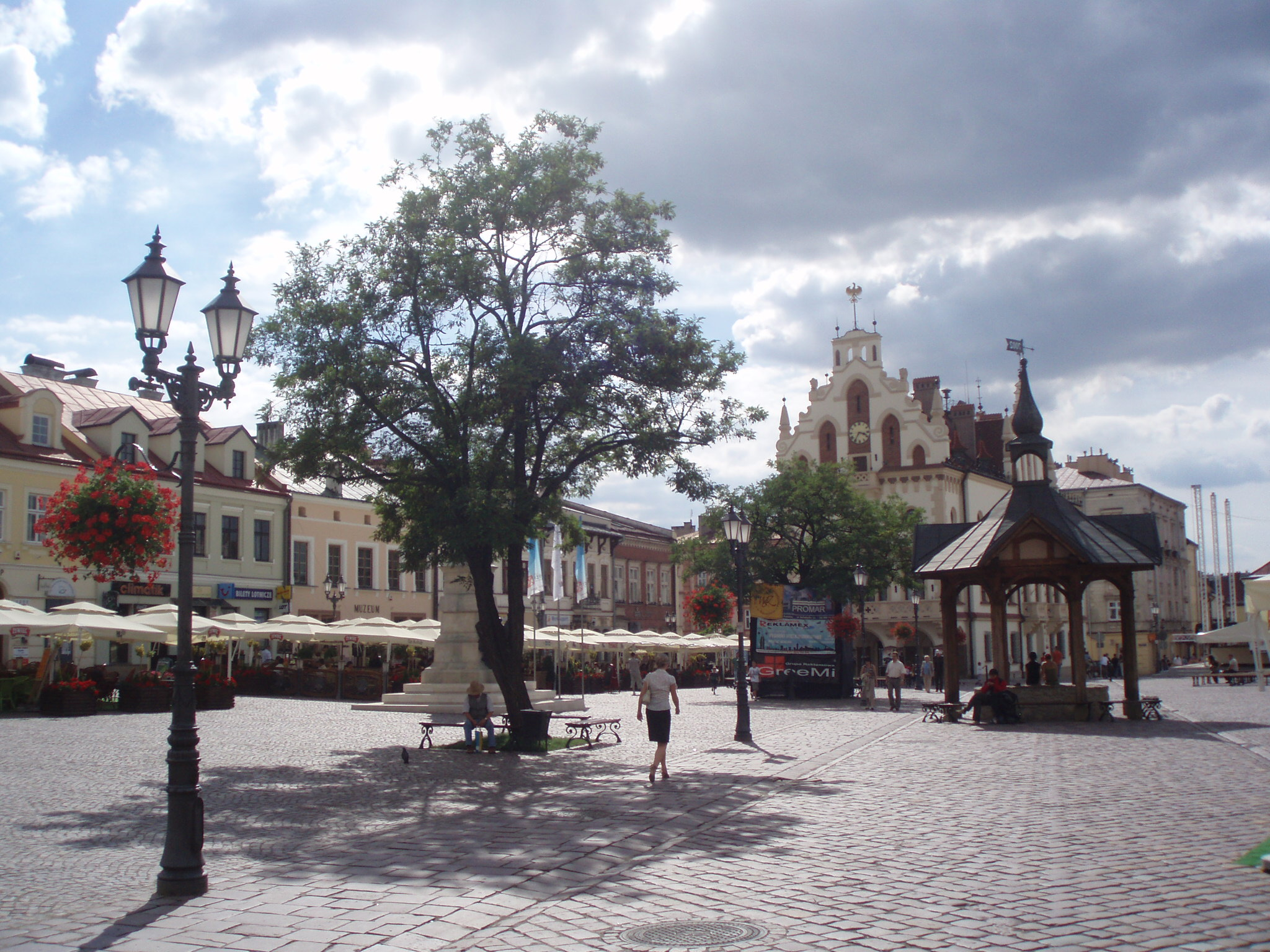
Antiga plaça del mercat.

Rzeszów o Rgèsov és una ciutat del sud-est de Polònia, capital del Voivodat de Subcarpàcia. La ciutat té una població de 172.813 habitants i es troba al costat del riu Wislok. Les seves indústries fabriquen equipament de transport, maquinària, maons, ciment i productes de ferro, a més en les seves proximitats hi ha jaciments de manganès. Rzeszów té un museu provincial d'art.

## Història
La ciutat cresqué degut a ser el centre de les rutes comercials entre Silèsia i Rutènia, i gràcies a aquesta gran importància econòmica es constituí com a ciutat el 1354 per privilegi del rei Casimir III de Polònia, tot i que durant molt de temps la monarquia polonesa considerà la localitat com un remot centre comercial a les fronteres de Rutènia, emprant-la habitualment per al comerç amb el Regne d'Hongria. Amb la construcció d'un palau fortificat de la família dels Lubomirski, el segle xvi, la situació canvià. S'aixecà una nova església i el prestigi de la ciutat augmentà.
No obstant això, a partir del segle xix Rzeszów començà a perdre la seva importància comercial, essent reemplaçada per la seva veïna Przemyśl, amb més fortificacions i connexió per ferrocarril.
Incorporada a Rússia després del Repartiment de Polònia, Rzeszów tornà a integrar-se a Polònia el 1918, però la seva arrencada no es dugué a terme fins al 1937, quan s'hi instal·là una àrea industrial. La Segona Guerra Mundial hi portà l'extermini gairebé total de la població jueva, de gran tradició a la vila. A partir del 1945 s'amplià de forma considerable l'àrea industrial de la ciutat, on fins avui en dia continua la producció que sosté l'economia de Rzeszów. Una diòcesi de l'església catòlica hi fou fundada el 1992 i set anys després la Universitat de Rzeszów fou inaugurada.